# Rakousko na Zimních olympijských hrách 1968
Rakousko na Zimních olympijských hrách 1968 v Grenoble reprezentovalo 76 sportovců, z toho 63 mužů a 13 žen. Nejmladším účastníkem byl Liesl Nestler (16 let, 87 dní), nejstarším pak Erwin Thaler (37 let, 271 dní). Reprezentanti vybojovali 11 medailí, z toho 3 zlaté 4 stříbrné a 4 bronzové.

## Medailisté
| Medaile | Jméno                                                      | Sport           | Disciplína             |
| ------- | ---------------------------------------------------------- | --------------- | ---------------------- |
| Zlato   | Olga Pallová                                               | Alpské lyžování | sjezd - ženy           |
| Zlato   | Wolfgang Schwarz                                           | Krasobruslení   | jednotlivci - muži     |
| Zlato   | Manfred Schmid                                             | Saně            | jednotlivci - muži     |
| Stříbro | Herbert Huber                                              | Alpské lyžování | slalom - muži          |
| Stříbro | Erwin Thaler Reinhold Durnthaler Herbert Gruber Josef Eder | Boby            | čtyřbob - muži         |
| Stříbro | Manfred Schmid Ewald Walch                                 | Saně            | dvojice - muži         |
| Stříbro | Reinhold Bachler                                           | Skoky na lyžích | normální můstek - muži |
| Bronz   | Heini Meßner                                               | Alpské lyžování | obří slalom - muži     |
| Bronz   | Alfred Matt                                                | Alpské lyžování | slalom - muži          |
| Bronz   | Christl Haasová                                            | Alpské lyžování | sjezd - ženy           |
| Bronz   | Baldur Preiml                                              | Skoky na lyžích | normální můstek - muži |